# Murabe
Murabe es un despoblado que actualmente forma parte del concejo de Manurga, que está situado en el municipio de Cigoitia, en la provincia de Álava, País Vasco (España).

## Toponimia
A lo largo de los siglos ha sido conocido con los nombres de Moreta y Muradehe.

## Historia
Documentado desde 1088, se despobló antes de 1655.
Actualmente sus tierras son conocidas con el topónimo de Muruabe.